# Dick Butkus
Richard Marvin „Dick“ Butkus (* 9. Dezember 1942 in Chicago, Illinois; † 5. Oktober 2023 in Malibu, Kalifornien), Spitznamen: „The Robot of Destruction“, „The Maestro of Mayhem“, „The Enforcer“ oder „The Animal“, war ein US-amerikanischer American-Football-Spieler. Er spielte als Linebacker in der National Football League bei den Chicago Bears. Butkus gilt als einer der besten Spieler auf seiner Position in der Geschichte der NFL und ist Mitglied der Pro Football Hall of Fame.

## Jugend
Richard „Dick“ Butkus stammte aus einer litauischen Einwandererfamilie und wuchs in seiner Geburtsstadt Chicago auf. Er war das jüngste von acht Kindern einer Arbeiterfamilie. Bereits in seiner Jugend entschloss er sich, professioneller Footballspieler zu werden. Entsprechend seinem Berufswunsch spielte er auf der Highschool Football, verbrachte aber auch die Ferien und seine Freizeit damit, seine körperliche Fitness zu verbessern. In der Schulmannschaft kam er sowohl in der Offense als Fullback, als auch in der Defense als Linebacker zum Einsatz. 1960 wurde er in die Staatsauswahl von Illinois berufen, die Associated Press wählte ihn in diesem Jahr zum Nachwuchsspieler des Jahres in den USA.

## Spielerlaufbahn

### Collegekarriere
Richard Butkus studierte von 1962 bis 1964 an der University of Illinois, für deren Footballmannschaft er als Center und als Linebacker auflief. Im Jahr 1963 gewann er mit den Fighting Illini die Meisterschaft der Big Ten Conference. Im gleichen Jahr zog Butkus mit seinem Team in den Rose Bowl ein. Die Fighting Illini gewannen gegen die University of Washington mit 17:7. In den Jahren 1963 und 1964 wurde Butkus zum All-American gewählt. 1963 erfolgte zudem die Wahl zum wertvollsten Spieler der Big Ten Conference. Die College-Football-Trainer und die Zeitschrift The Sporting News ernannten ihn 1964 zum Spieler des Jahres. In allen drei Studienjahren wurde Butkus von seinem College aufgrund seiner sportlichen Leistungen ausgezeichnet.

### Profikarriere
Butkus wurde im Jahr 1965 von den durch George Halas trainierten Chicago Bears in der ersten Runde an dritter Stelle gedraftet. In derselben Runde verpflichteten die Bears auch den Runningback Gale Sayers. Interesse an ihm hatten auch die Denver Broncos, die in der American Football League (AFL) spielten und ihn in der zweiten Runde an neunter Stelle der AFL-Draft zogen. Butkus unterschrieb beim Verein seiner Heimatstadt einen Profivertrag. Bis zu seinem Karriereende im Jahr 1973 war Butkus der mit Abstand beste Abwehrspieler seiner Mannschaft. Er erzielte die meisten Tackles seiner Mannschaft, verursachte und eroberte die meisten Fumbles und fing die meisten Interceptions. Trotz der individuellen Leistungen von Butkus war seine Mannschaft eines der schwächsten Teams in der NFL. Zahlreiche Leistungsträger der Bears, wie Doug Atkins oder Joe Fortunato hatten ihren Leistungszenit erreicht, beendeten ihre Karrieren oder wechselten den Verein. Butkus sollte mit den Bears nie in die Play-offs einziehen.
Im Jahr 1970 erlitt Butkus eine Knieverletzung, die er nicht richtig behandeln ließ und die ihn auch nicht dazu veranlasste, kurzfristig zu pausieren. Im Jahr 1973 verletzte er sich erneut das bereits geschwächte linke Knie und musste daraufhin seine Karriere beenden, obwohl er vor der Saison bei den Bears einen Vertrag mit einem Jahreseinkommen von 575.000 US-Dollar unterschrieben hatte. Bis heute gilt Butkus als der beste Tackler in der Geschichte der NFL. Sein ehemaliger Mitspieler Sayers, der nur im Training gegen Butkus antreten musste, bezeichnete ihn 2001 in einem Interview als den härtesten Gegenspieler, den er jemals hatte.

## Abseits des Spielfelds
Das Karriereende von Butkus kam auch für den Besitzer der Bears, George Halas, überraschend. Aufgrund der Verletzung hätte er einen Anspruch auf Fortzahlung des Gehalts gehabt. Halas weigerte sich jedoch, seinem ehemaligen Spieler das Einkommen weiter zu bezahlen. Letztendlich einigten sich die beiden Männer, Butkus 600.000 US-Dollar auszuzahlen.

## Nach der Spielerlaufbahn
Dick Butkus wurde nach seiner Spielerlaufbahn ein erfolgreicher Fernsehmoderator und Filmschauspieler. Im Jahr 1985 kehrte Butkus zu den Chicago Bears zurück und kommentierte seitdem die Spiele der Mannschaft im vereinseigenen Radio. Butkus und Halas hatten sich bereits 1979 bei einer Autogrammstunde von Butkus wieder getroffen und Halas bezeichnete ihn in diesem Zusammenhang als den besten Footballspieler, den er jemals kennengelernt hatte.
Butkus engagierte sich im Kampf gegen den Steroid-Missbrauch im College Football. Ferner war Richard Butkus sozial engagiert – er förderte junge Nachwuchssportler. Die Dick Butkus Foundation vergibt seit 1985 jährlich den Dick Butkus Award an den besten College-Football-Linebacker des Jahres. Butkus hat darüber hinaus eine Stiftung zum Kampf gegen Herz-Kreislauf-Erkrankungen gegründet.
Am 5. Oktober 2023 starb Butkus in seinem Zuhause in Malibu, Kalifornien.

### Filmografie (Auswahl)
- 1976: Detektiv Rockford (Episode „Der Unwiderstehliche“ S2 E15)
- 1976: Zwiebel-Jack räumt auf
- 1976: C.R.A.S.H.
- 1978: Superdome
- 1982: Death Killer – Der laute Tod
- 1983: Immer auf die Kleinen (Smorgasbord)
- 1984: Johnny G. – Gangster wider Willen (Johnny Dangerously)
- 1985: Mord ist ihr Hobby (Murder, She Wrote, Fernsehserie, 1 Folge)
- 1987: Die Kinder von Stepford
- 1987: Matlock Episode „Rivalen im Ring“ (St. 2, Folge 7)
- 1987–89: Ein Vater zuviel (Fernsehserie)
- 1990: Fire Syndrome (Spontaneous Combustion)
- 1991: MacGyver (Mehrere Episoden als „Earl Dent“)
- 1991: Last Boy Scout – Das Ziel ist Überleben
- 1999: An jedem verdammten Sonntag

## Ehrungen
Dick Butkus spielte achtmal im Pro Bowl, dem Abschlussspiel der besten Spieler einer Saison. Er wurde achtmal zum All-Pro gewählt. In den Jahren 1969 und 1970 erfolgte jeweils die Wahl zum NFL Defensive Player of the Year. Dick Butkus ist Mitglied im NFL 75th Anniversary All-Time Team, im NFL 1960s All-Decade Team, im NFL 1970s All-Decade Team, in der Pro Football Hall of Fame und in der College Football Hall of Fame, sowie in der Chicagoland Sports Hall of Fame. Sowohl die Bears, als auch die Fighting Illini haben seine Rückennummer gesperrt. Die Zeitschrift The Sportings News wählte Butkus im Jahr 1999 auf Platz fünf der 100 besten Footballspieler aller Zeiten.